# Jastrabá
Jastrabá este o comună slovacă, aflată în districtul Žiar nad Hronom din regiunea Banská Bystrica. Localitatea se află la altitudinea de 425 m deasupra n.m., se întinde pe o suprafață de 10,82 km2 și în 2017 număra 537 de locuitori.

## Istoric
Localitatea Jastrabá este atestată documentar din 1487.

## Demografie
| An:                | 1994 | 2004   | 2014   | 2024   |
| ------------------ | ---- | ------ | ------ | ------ |
| Număr de persoane: | 593  | 590    | 552    | 552    |
| Diferență:         |      | −0,50% | −6,44% | +1,42% |

| An:                | 2023 | 2024   |
| ------------------ | ---- | ------ |
| Număr de persoane: | 555  | 552    |
| Diferență:         |      | −0,54% |